# 北部高速铁路
北部高速铁路（法語：LGV Nord），亦稱為北線，是法國高速鐵路的一條路線，連接巴黎與比利時邊境及海峽隧道。北部高速铁路長333公里，並於1993年正式營運。法國高速列車在此路線最高營運速度為時速300公里每小時。

## 歷史
- 1993年5月23日：巴黎至阿拉斯段通車。
- 1993年9月26日：阿拉斯至加萊段通車。
- 1993年12月21日：TGV 7150列車在上皮卡第車站建築中時於該處出軌。200位乘客當中有一位輕傷。
- 1994年5月6日：英法海底隧道通車，同年11月14日開始客運。
- 1996年6月2日：連接比利時HSL 1的支線通車。
- 1997年12月14日：HSL 1通車。

## 路線
北部高速铁路由巴黎北站出發。在Vemars附近接上东部互联高速铁路。在圣康坦及亚眠兩城間設一上皮卡第車站。向北有一支線通往往阿拉斯站，主線再向北連接至里爾，又一支線分岔，為HSL 1線路。主線從地下穿過里爾市區，設里尔欧洲站。再往西至海峽城市加来弗雷坦站，並與英法海底隧道及1號高速鐵路連接。
由於政府將此線定位為連接西歐多數高鐵的路線，因此巴黎至里爾段幾近是一直線。在上皮卡第車站剛好位於圣康坦及亞眠兩個城市中間，人流十分稀疏，距離甜菜田比城市還要近，因此被戲稱為「甜菜車站」。

## 外部連結
- （法文）High-speed rail lines site（页面存档备份，存于）